# Athyrium maoshanense
Athyrium maoshanense là một loài thực vật có mạch trong họ Woodsiaceae. Loài này được Ching & P.C. Chiu miêu tả khoa học đầu tiên năm 1986.